# KF Gjilani
KF Gjilani este o echipă de fotbal din Kosovo. Evoluează în Superliga (Kosovo).

## Titluri
- Cupa Kosovo (1): 2000